# Davide Cantoni
Davide Cantoni (* 1981 in Mailand) ist ein italienischer Ökonom und Wirtschaftshistoriker. Er lehrt seit 2015 an der LMU München und ist dort seit 2023 Dekan für Volkswirtschaftslehre.

## Leben
Er erwarb den Diplom-Volkswirt (2000–2005) in Wirtschaftswissenschaften an der Universität Mannheim und den Ph.D. bei Elhanan Helpman, James A. Robinson, Robert J. Barro, und Claudia Goldin (2005–2010) in Wirtschaftswissenschaften an der Harvard University. Er ist seit 2015 Lehrstuhlinhaber am Seminar für Wirtschaftsgeschichte der LMU München. Seit 2023 ist er dort der Dekan an der volkswirtschaftlichen Fakultät.

## Schriften (Auswahl)
- mit Daron Acemoglu, Simon Johnson und James A. Robinson: The consequences of radical reform. The French Revolution. London 2009.
- The economic effects of the Protestant Reformation. Testing the Weber hypothesis in the German Lands . Barcelona 2010
- mit Noam Yuchtman: Medieval universities, legal institutions, and the commercial revolution. München 2012.
- mit Cathrin Mohr und Matthias Weigand: The rise of fiscal capacity. München 2019.